# Tetramelas geophilus
Tetramelas geophilus är en lavart som först beskrevs av Flörke ex Sommerf., och fick sitt nu gällande namn av Norman. Tetramelas geophilus ingår i släktet Tetramelas och familjen Physciaceae.  Arten är reproducerande i Sverige. Inga underarter finns listade i Catalogue of Life.